# Перелесок (Хабаровский край)
Переле́сок — посёлок в Бикинском районе Хабаровского края в составе Бойцовское сельское поселение.
Посёлок Перелесок стоит в одном километре западнее автотрассы «Уссури». Расстояние по трассе до города Бикин (на юг) около 8 км.

## Население
| 1992 | 2002 | 2010 | 2011 | 2012 | 2021 |
| ---- | ---- | ---- | ---- | ---- | ---- |
| 54   | ↘43  | ↘26  | →26  | ↘24  | ↘16  |

## Инфраструктура
- Остановочный пункт Перелесок Дальневосточной железной дороги.
- В окрестностях посёлка находятся садоводческие общества бикинцев.